# Rubberbanddance
Le Groupe RUBBERBANDance (aujourd'hui stylisé en RUBBERBAND et abrégé en RBDG) est une compagnie de danse montréalaise fondée par Victor Quijada en 2002. 

## Présentation de la compagnie
RUBBERBAND est créé en 2002 par Victor Quijada avec l'objectif de combiner ballet classique, danse contemporaine et danse hip-hop. Quijada est rejoint par la chorégraphe et interprète Anne Plamondon jusqu'en 2015. RUBBERBAND connaît rapidement le succès et présente ses spectacles dans le monde entier.
RUBBERBAND crée aussi des courts-métrages de danse, dont Hasta la Próxima (2004) et Gravity of Center (2011), et organise des ateliers d'apprentissage de la danse basés sur sa propre méthode, la Méthode RUBBERBAND.

## Style
Le style de la compagnie se situent au croisement de la danse contemporaine, du ballet et du hip-hop,,,,,,.

## Œuvres produites

### Spectacles chorégraphiques
- 2023 : Reckless Underdog
- 2018 : Vraiment doucement
- 2013 : Quotient Empirique
- 2011 : Gravity of Center
- 2009 : Loan Sharking
- 2008 : Punto Ciego
- 2008 : AV Input/Output
- 2005 : sHip sHop Shape Shifting
- 2004 : Slicing Static
- 2003 : Reflections on Movement Particles
- 2003 : Elastic Perspective
- 2003 : Metabolism
- 2003 : Hasta la Próxima
- 2002 : Tender Loving Care

### Courts métrages
- 2021 : Vraiment doucement - le film (F. Blouin)
- 2011 : Gravity of Center - le film (T. Duverneix et V. Quijada)
- 2007 : Secret Service (V. Quijada)
- 2006 : Small Explosions That Are Yours to Keep (V. Quijada)
- 2006 : Départ (R.-P. Bélanger)
- 2003 : Hasta la Próxima (M. Adam)